# 古斯塔夫·勒庞
古斯塔夫·勒庞（法語：Gustave Le Bon，法語發音：[ɡystav lə bɔ̃]；1841年5月7日—1931年12月13日）是一位法国社会心理学家、社会学家，以其对于群体心理的研究而闻名，被后人誉为“群体社会的马基雅维利”。勒庞认为，在群体之中，个体的人性就会湮没、独立的思考能力也会丧失，群体的精神会取代个体的精神。
勒庞最出名的作品是1895年出版的《乌合之众：大众心理研究》，该作品被认为是群众心理学领域的开创性作品。该书已被翻译为近20种语言。
勒庞出生于法国厄尔-卢瓦省诺让勒罗特鲁，1866年于巴黎大学取得了医学士学位。毕业后他没有选择成为一名医生，而是选择开始他的写作生涯。他在毕业后出版了一系列的医学文章和书籍。勒庞于普法战争爆发后参加了法国陆军，见证了法国军队的战败和巴黎公社的整个过程，这强烈地塑造了勒庞的世界观。在这之后，勒庞开始广泛地游历，走遍了欧洲、亚洲和北非。他在游历过程中研究人类和文明，逐渐产生了一种对人性的本质主义看法，并在游历过程中发明了一种便携式的头部测量仪。
在19世纪90年代，他转向心理学和社会学，并在这些领域发表了大量他最成功的作品。勒庞提出了一种观点，即人群不是他们各自个体的总和，而是形成了一个新的心理学主体，这个主体的性格特征由人群的“集体潜意识”决定。在这段时间内，他创造了自己的心理学和社会学理论，并在物理学方面进行了一系列实验，并出版了相关研究主题的流行书籍，预见了质能方程（ = ）和核子时代。勒庞在他1931年去世之前都保持着这样广泛的兴趣。
由于勒庞在政治上的保守主义和反动的观点，他一直被法国学术和科研机构忽视和诽谤。勒庞对民主制度和社会主义持有批评（critical）态度。

## 生平

### 幼年
古斯塔夫·勒庞于1841年5月7日出生于法国厄尔-卢瓦省诺让勒罗特鲁一个布列塔尼家族。在他出生时，他的母亲 Annette Josephine Eugénic Tétiot Desmarlinais 26岁，而他的父亲 Jean-Marie Charles Le Bon 41岁，是一名省政府的公职人员。 勒庞是让-奥代·卡诺（Jean-Odet Carnot）的直系后裔，让-奥代·卡诺的祖父让·卡诺（Jean Carnot）有一个兄弟德尼（Denys），是法兰西第三共和国的第五任总统马里·弗朗索瓦·萨迪·卡诺的直系祖先。
当勒庞八岁时，他的父亲在法国政府获得了一个新职位，带着家人，包括勒庞的弟弟乔治，离开了诺让勒罗特鲁，再也没有回到这个小镇。尽管如此，小镇对于古斯塔夫·勒庞的出生仍然很自豪，后来以他的名字命名了一条街道。 人们对勒庞的童年知之甚少，除了他曾是安德尔-卢瓦尔省省会图尔的一名普通中学生。
勒庞自1860年起在巴黎大学学习医学，于1866年在巴黎主宫医院完成实习并取得博士学位。在那之后，他开始称呼自己为医生，尽管他从来没有从事过此职业。在大学期间，勒庞撰写了一系列关于医学主题的论文，其中第一篇是关于那些生活在沼泽地的人的疾病。后来，他又发表了一系列关于罗阿罗阿丝虫和窒息的论文。勒庞在1866年出版了他的第一本完整的书籍，“Apparent Death and Premature Burials”（法语：La mort apparente et inhumations prématurées，1866年），这本书籍主要讨论了关于死亡的定义，早于20世纪法律意义上的死亡的相关讨论。

### 巴黎生活

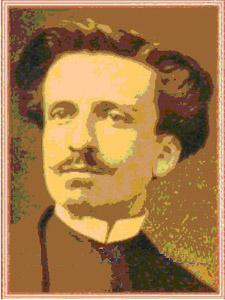
1870年的勒庞, 约1870

毕业之后，勒庞继续留在了巴黎，通过阅读各种语言的莎士比亚作品自学英语和德语。在这期间勒庞一直保持着研究的热情，撰写了数篇关于生理学研究的论文，甚至包括1868年一本关于有性生殖的教科书。在1870年7月普法战争爆发后，勒庞加入了法国陆军并成为一名军医。在战争期间，勒庞组织了一个军用救护车部门。在这种情况下，他注意到了军队在最坏的情况（完全战败）下的行为，并写下了他关于人在压力与痛苦下的军事纪律、领导能力与行为方面的反思。这些反思获得了将军们的赞扬，后来被法国圣西尔军校和其他军事院校继续研究。在战争结束时，勒庞获得了法国荣誉军团勋章的骑士勋位。
勒庞还见证了1871年的巴黎公社，这深刻影响了他的世界观。当时三十岁的勒庞看着巴黎革命人群烧毁了杜伊勒里宫，卢浮宫图书馆，巴黎市政厅，戈布蘭工廠，巴黎司法宫以及其他不可替代的建筑艺术作品。
从1871年开始，勒庞成为了社会主义、和平主义和贸易保护主义的公开反对者，他认为这些主义在阻碍法国的军事发展和工业增长。勒庞在1913年表示：“只有拥有大炮的人，才有权利成为和平主义者。”他还警告他的同胞，面对德国的军事力量和迅速的工业化，政治对抗的有害影响；因此没有受到引起法国动荡的德雷福斯事件的影响。

### 广泛的游历

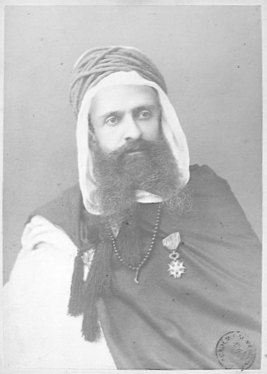
勒庞在Algiers, 1880

勒庞于19世纪70年代开始对新兴的人类学领域感兴趣，并开始游历欧洲、亚洲和北非。受到查尔斯·达尔文、赫伯特·斯宾塞和恩斯特·海克尔的影响，勒庞支持生物决定论以及对种族和性别的等级观点；经过广泛的实地研究，他在颅骨容量和智力的关联性上提出了一个假设，并在1879年写下了“Anatomical and mathematical research on the changes in brain volume and its relationships with intelligence"（法语：Recherches anatomiques et mathématiques sur les variations de volume du cerveau et sur leurs relations avec l'intelligence，1879年），获得了法国科学院的 the Godard Prize。在研究期间，他发明了一种便携式头部测量仪，以帮助测量偏远民族的身体特征，并于1881年发表了一篇论文“The Pocket Cephalometer, or Compass of Coordinates”，详细介绍了他的发明及其应用。
1884年，勒庞受法国政府的委托，到亚洲游历并就那里的文明作报告。 这次游历结束后他写作了一系列书籍，并产生了一种思想，认为文化主要受到遗传因素的影响，例如人们独特的种族特征。 第一本书出版于1884年，名为“The World of Islamic Civilization”（法语：La Civilisation des Arabes，1884年）。在书中他高度赞扬阿拉伯人对文明的贡献，但是批评伊斯兰主义是（文明发展）停滞的原因。 他在书中还描述了阿拉伯文化优于管理他们的土耳其人（奥斯曼帝国、奥斯曼土耳其人）的文化，这本书的翻译鼓励了早期的阿拉伯民族主义者。 他随后前往尼泊尔，成为第一位访问该国的法国人，并于1886年出版了“Travel to Nepal”（法语：Voyage au Népal，1886年）。
接下来，勒庞于1887年出版了“The Civilisations of India”（法语：Les Civilisations de l'Inde，1887年），在书中他赞扬了印度的建筑、艺术和宗教，但认为印度人在科学进步方面相对于欧洲人处于劣势，这对英国人的统治提供了便利。 在1889年，他发布了“The First Civilisations of the Orient”（法语：Les Premières Civilisations de l'Orient，1889年），介绍了美索不达米亚、印度、中国和埃及文明。同年，他向国际殖民大会发表演讲，批评殖民政策，其中包括文化同化的尝试，并说：“让当地人保留他们的风俗、习惯和法律。” 勒庞在1893年出版了他关于他游历的最后一本书，“The Monuments of India”（法语：Les Monuments de l'Inde，1893年），再次称赞了印度人民在建筑领域取得的成就。

### 理论的发展

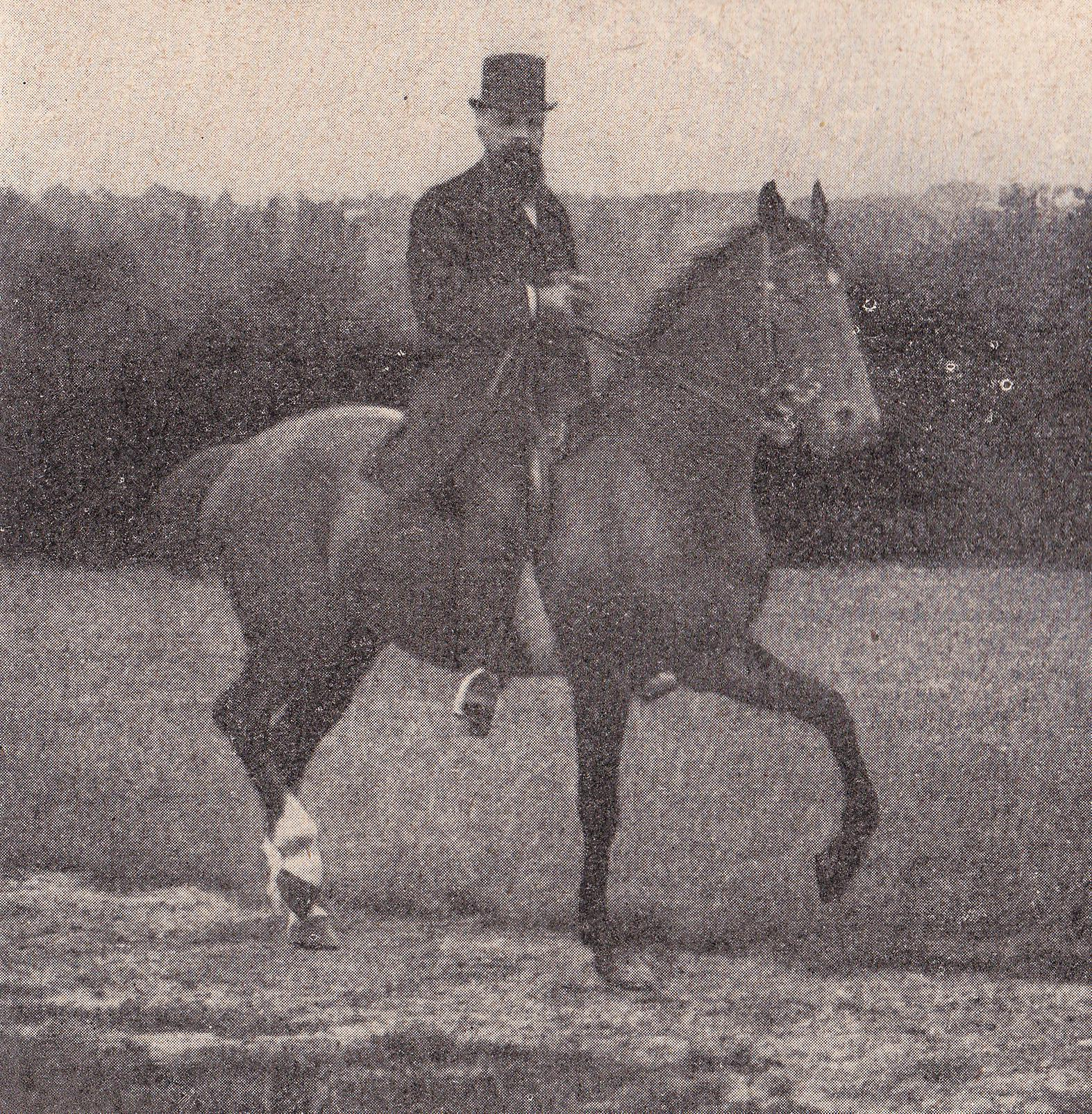
正在骑马的勒庞

在旅行中，勒庞主要依靠马匹，他注意到每个地区的马匹饲养员与训练员所使用的方法都不一样。当他1892年返回巴黎时，他兴奋的马甩下马背，差点去世。他不确定是什么原因导致了他被马甩下来，并决定开始研究原因。 他将研究结果写成了“Equitation: The Psychology of the Horse”（法语：L'Équitation actuelle et ses principes. Recherches expérimentales，1892年），其中包括大量的马匹照片以及勒庞的分析。这项成果后来成为了一部受重视的骑马指南。此外，勒庞将他对马匹的研究成果外推，用到了学前教育领域。
勒庞对马的行为研究也引发了人们对心理学的长期兴趣，并于1894年发布了“The Psychology of Peoples”（法语：Les Lois Psychologiques de l'Évolution des Peuples，1894年），他将这本书献给他的朋友夏尔·罗贝尔·里歇，尽管他参考了不少泰奥蒂勒-阿尔芒·里博的理论。随后，他将另一本书献给了 Ribot，就是著名的《乌合之众：大众心理研究》（1895年）。这本书中包含了勒庞在1881年的作品“Man and Society”（法语：L'Homme et les sociétés，1881年），而1881年的这部作品被社会学三大奠基人爱米尔·涂尔干在他的博士学位论文社会分工论(法语：社会分工论)中引用。
这几本书都成为了畅销书，《乌合之众：大众心理研究》更是在出版一年内就被翻译成了19种语言。 随后勒庞又出版了两本心理学相关书籍，分别是：“The Psychology of Socialism”（法语：Psychologie du Socialisme，1896年）和“The Psychology of Education”（法语：Psychologie de l'éducation，1902年）。这些作品在很大程度上激怒了法国的社会主义学术机构。

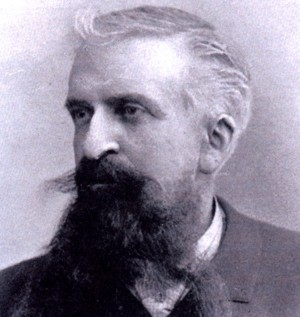
Gustave Le Bon, 约1900

勒庞在19世纪90年代早期建造了一个家庭实验室，并于1896年报告观察到了“黑光”，他认为这种新的辐射与X射线和阴极射线不同，但可能又有关联。 与现在所知的黑光不同，勒庞当时报告的黑光的存在从未得到证实，这与N射线相似。现在人们普遍认为它不存在，但这一发现在当时引起了法国科学家们的极大关注，他们中的许多人都赞同勒庞在物质和辐射上的一般观点，勒庞甚至在1903年被提名诺贝尔物理学奖。
1902年勒庞开始举行一系列的每周午餐会，邀请了知名的知识分子，贵族和时尚女士。他的人脉广泛，宾客名单包括：数学家儒勒·昂利·庞加莱、法兰西第三共和国总统雷蒙·普恩加莱堂兄弟、法国作家与诗人保罗·瓦勒里、俄国外交官亚历山大·彼得罗维奇·伊兹沃尔斯基、法国哲学家亨利·柏格森、法国化学家马塞兰·贝特洛、法国政治家阿里斯蒂德·白里安。
在1905年发表的自然科学著作“The Evolution of Matter”（法语：L'Évolution de la Matière）中，勒庞预见了质能方程（ = ）的存在。后来在1922年他写给爱因斯坦的一封信中，他抱怨自己没有获得认可。爱因斯坦回应并承认，在他之前质能方程已经被提出，但只有相对论证明了这一理论。  两年后，勒庞在“The Evolution of Forces”（法语：L'Évolution des Forces，1907年）中预言了核子时代。 他在书中阐述：“新能量的表现形式，即原子能，以其巨大的规模超过其它所有能量。”他表示，如果有科学家找到了能迅速将一克任何金属离解的方法，那么他将“看不到他自己的实验结果，实验产生的巨大爆炸是如此的强大，会将他的实验室和周围的房屋及居民立刻撕碎”。

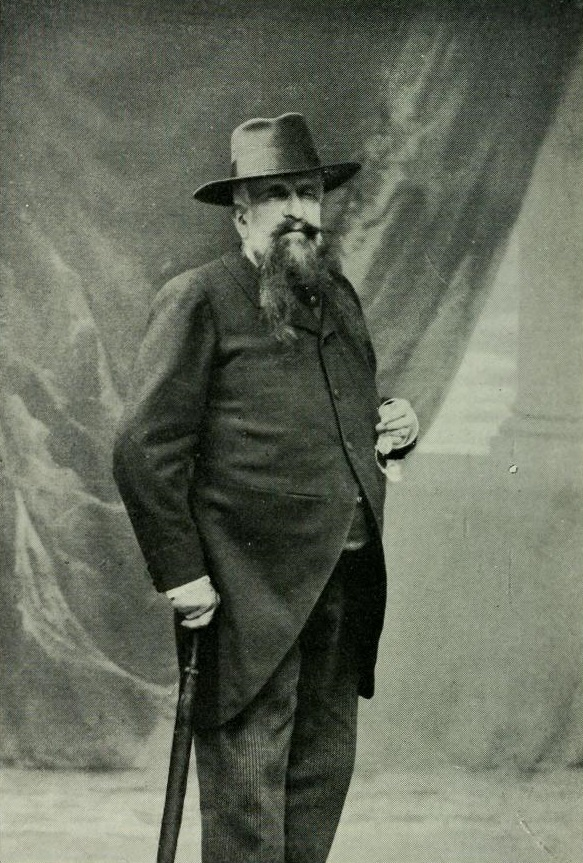
Doctor Gustave Le Bon, 1914

勒庞在1908年停止了在物理学方面的研究，并再次转回心理学。他在1910年到1914年期间连续出版了“The Psychology of Politics and Social Defense”(法语：La Psychologie politique et la défense sociale，1910年)、“Opinions and Beliefs”（法语：Les Opinions et les croyances，1911年）、“The Psychology of Revolution”（法语：La Révolution Française et la Psychologie des Révolutions，1912年）、“Aphorisms of Present Times”（法语：Aphorismes du temps présent，1913年）、“Truths of Life”（法语：La Vie des vérités，1914年），在这些作品中阐述了他对感性和理性、种族心理学和文明史的看法。

### 晚年生活与逝世

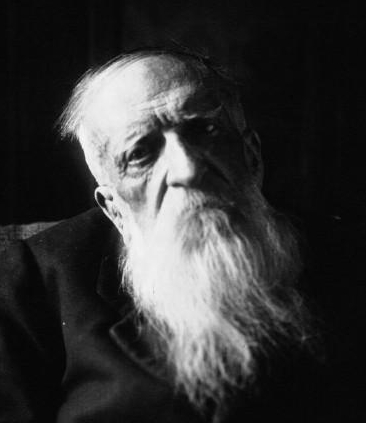
1929年的勒庞，当时年龄88岁

勒庞在第一次世界大战期间坚持写作，在战争期间出版了“The Psychology of the Great War”（法语：Enseignements Psychologiques de la Guerre Européenne，1915年）、“First Consequences of War: Mental Transformation of Peoples”（法语：Premières conséquences de la guerre: transformation mentale des peuples，1916年）和“Yesterday and Tomorrow. Brief thoughts”（法语：Hier et demain. Pensées brèves，1918年）。
随后，他出版了“The World in Revolt”（法语：Psychologie des Temps Nouveaux，1920年），然后他辞去了在巴黎大学的心理学和相关科学的教授职务，并退休回家。
后来，他在1923年、1924年和1927年连续出版了“The World Unbalanced”（法语：Le Déséquilibre du Monde，1923年）、“The Uncertainties of the Present Hour”（法语：Les Incertitudes de l'heure présente，1924年）和“The Current Evolution of the World, Illusions and Realities”（法语：L'évolution actuelle du monde, illusions et réalités，1927年），在书中表达了他对不稳定的战间期世界的看法。
勒庞在1929年获得了法国荣誉军团勋章的大十字勋位，在1931年出版了他的最后一部作品，“Scientific Basis for a Philosophy of History”（法语：Bases scientifiques d'une philosophie de l'histoire，1931年）。同年12月13日，勒庞逝世于法国法兰西岛马尔讷拉科凯特，享年90岁。

## 勒庞的学说
勒庞深信人类的行为受到永恒的法律的引导，并试图综合奥古斯特·孔德、赫伯特·斯宾塞、儒勒·米什莱、亚历西斯·德·托克维尔的思想。

### 灵感
根据Steve Reicher的说法，勒庞并不是第一个群众心理学家，他说：“群众心理学的第一场讨论的双方是两个犯罪学家，西皮奥·西盖勒和加布里埃尔·塔尔德，关于如何在人群中查明和确定刑事责任，从而决定逮捕谁。” 虽然之前的讨论可能是合理的，但值得指出的是，勒庞指出群众的影响不仅是负面现象，而且还可能产生积极影响。他认为这只是那些只考虑群众心理学犯罪方面的作者的缺点。

### 群众
勒庞理论认为，新的实体，即“心理人群”，从融合的群体中产生，不仅形成了一个新的实体，而且还创造了一个集体的潜意识。当许多人凑到一起并形成一个群体时，会有一种群体发出的仿佛有磁性的影响，改变了每一个个体的行为，直到个体被所谓的“集体错觉”所支配。这种模式将群体看成一个整体，在内部剥夺了每一个个体成员的意见、价值观和信仰。正如勒庞所说：“群体中的人不过是尘沙中的一粒微粒，他们只能是任凭无意识的激潮吹拂席卷，把他们带到任何一个地方。”
勒庞列举了创造群众心理的三个关键特征：匿名性、传染性和暗示。匿名性为一个理性的个体提供了一种不可战胜的感觉，并导致个体责任感的丧失，使得个体变得原始、无理和情绪化。自我克制的缺乏使得个体屈服于本能，接受“集体潜意识”的控制。对勒庞来说，群体颠覆了达尔文进化论而产生了返祖现象，证明了恩斯特·海克尔的胚胎学理论——胚胎重演律。 传染是指人群中特定行为的传播，个人为了集体利益而牺牲个人利益。暗示是实现传染的机制，当人群凝聚成一个单一的思想时，人群中强烈的声音所提出的建议为集体潜意识的出现创造了空间，并将引导整个集体的行为。在这个阶段，群众心里变得同质化，并容易受到其中最强大成员的建议的影响。“我们所说的领导，”勒庞说：“通常是实干家而不是思想家。他们没有敏锐的远见天赋，他们也不可能有，因为这样的天赋通常会导致怀疑和不作为。他们尤其喜欢从那些病态神经质、容易激动、半精神错乱、在疯狂边缘的人群中招募新成员。”
The leaders we speak of are more frequently men of action than thinkers. They are not gifted with keen foresight, nor could they be, as this quality generally conduces to doubt and inactivity. They are especially recruited from the ranks of those morbidly nervous, excitable, half-deranged persons who are bordering on madness. 

## 作品
Bibliography compiled from the 1984 reissue of Psychologie du Socialisme.
医学
- La mort apparente et inhumations prématurées (1866); ("Apparent Death and Premature Burials")
- Traité pratique des maladies des organes génitaux-urinaires (1869); ("Practical Treatise of Diseases of the Genitourinary System")
- La vie (Traité de physiologie humaine) (1874); ("Life (Treatise of Human Physiology)")

人类学、心理学和社会学
- Histoire des origines et du développement de l'homme et des sociétés (1877); ("History of the Origins and Development of Man and Society")
- Voyage aux Monts-Tatras (1881); ("Travel to Tatra Mountains")
- L'Homme et les sociétés (1881); ("Man and Society")
- La Civilisation des Arabes (1884); The World of Islamic Civilization (1974)
- Voyage au Népal (1886); ("Travel to Nepal")
- Les Civilisations de l'Inde (1887); ("The Civilisations of India")
- Les Premières Civilisations de l'Orient (1889); ("The First Civilisations of the Orient")
- Les Monuments de l'Inde (1893); ("The Monuments of India")
- Les Lois Psychologiques de l'Évolution des Peuples (1894); The Psychology of Peoples (1898)
- Psychologie des Foules (1895); The Crowd: A Study of the Popular Mind (1896)
- Psychologie du Socialisme (1896); The Psychology of Socialism (1899)
- Psychologie de l'éducation (1902); ("The Psychology of Education")
- La Psychologie politique et la défense sociale (1910); ("The Psychology of Politics and Social Defense")
- Les Opinions et les croyances (1911); ("Opinions and Beliefs")
- La Révolution Française et la Psychologie des Révolutions (1912); The Psychology of Revolution (1913); The French Revolution and the Psychology of Revolution (1980).
- Aphorismes du temps présent (1913); ("Aphorisms of Present Times")
- La Vie des vérités (1914); ("Truths of Life")
- Enseignements Psychologiques de la Guerre Européenne (1915); The Psychology of the Great War (1916)
- Premières conséquences de la guerre: transformation mentale des peuples (1916); ("First Consequences of War: Mental Transformation of Peoples")
- Hier et demain. Pensées brèves (1918); ("Yesterday and Tomorrow. Brief thoughts")
- Psychologie des Temps Nouveaux (1920); The World in Revolt (1921)
- Le Déséquilibre du Monde (1923); The World Unbalanced (1924)
- Les Incertitudes de l'heure présente (1924); ("The Uncertainties of the Present Hour")
- L'évolution actuelle du monde, illusions et réalités (1927); ("The Current Evolution of the World, Illusions and Realities")
- Bases scientifiques d'une philosophie de l'histoire (1931); ("Scientific Basis for a Philosophy of History")

自然科学
- La Méthode graphique et les appareils enregistreurs (1878); ("The Graphical Method and recording devices")
- Recherches anatomiques et mathématiques sur les variations de volume du cerveau et sur leurs relations avec l'intelligence (1879); ("Anatomical and mathematical research on the changes in brain volume and its relationships with intelligence")
- La Fumée du tabac (1880); ("Tobacco smoke")
- Les Levers photographiques (1888); ("Photographic surveying")
- L'Équitation actuelle et ses principes. Recherches expérimentales (1892); ("Equitation: The Psychology of the Horse")
- L'Évolution de la Matière (1905); The Evolution of Matter (1907)
- La naissance et l'évanouissement de la matière (1907); ("The birth and disappearance of matter")
- L'Évolution des Forces (1907); The Evolution of Forces (1908)

## 影响

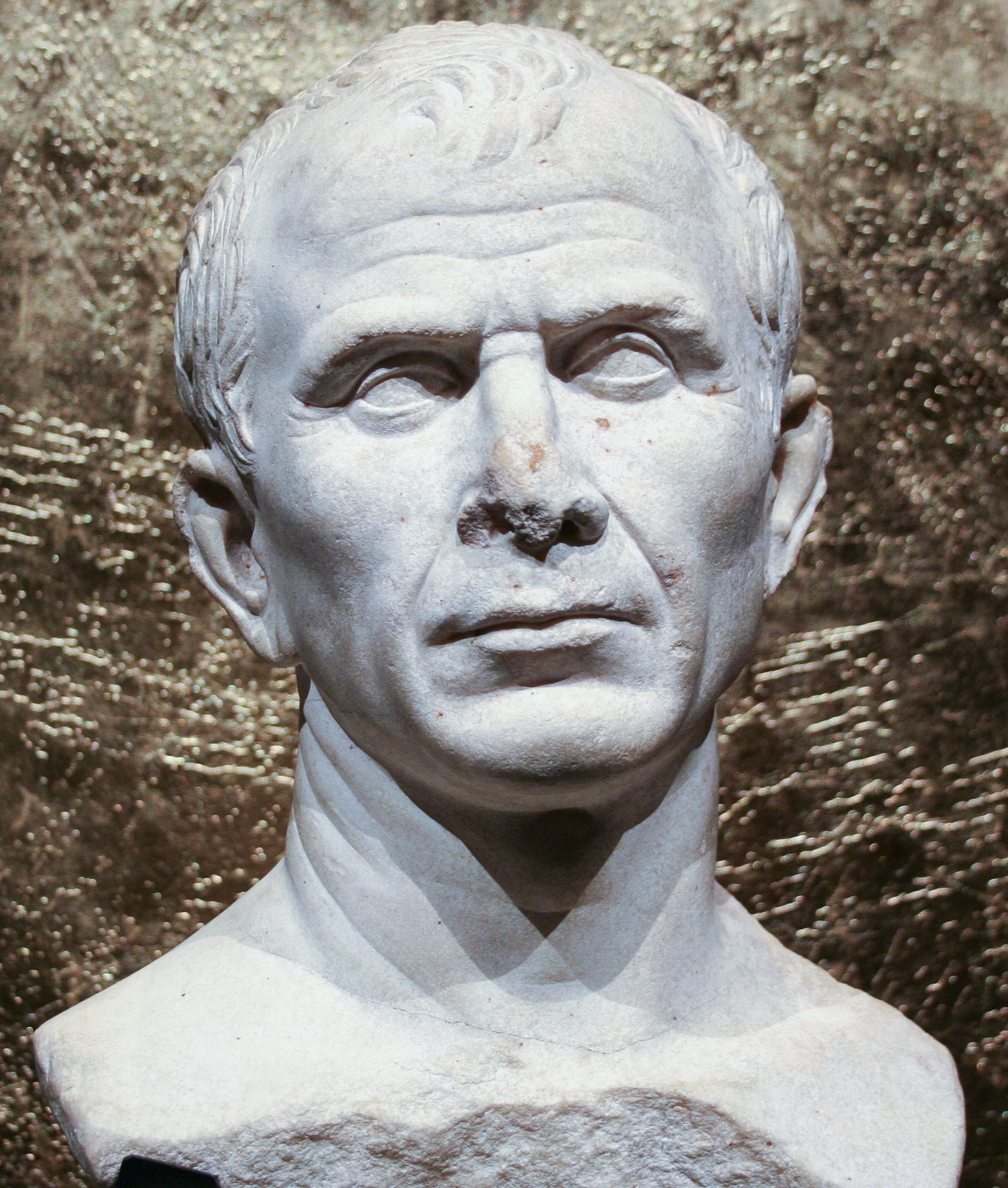
“大众喜欢的英雄，要永远像凯撒一样威严而残酷。他的权杖吸引着他们，他的权力威慑着他们，他的利剑让他们心怀敬畏。”

格尔奥格·摩瑟声称，20世纪20年代出现的法西斯领导理论很大程度上归功于勒庞的群众心理学理论。众所周知阿道夫·希特勒读过《乌合之众》，并在《我的奋斗》中借鉴了勒庞的宣传技巧。 贝尼托·墨索里尼也对勒庞的学说进行了大量的研究。 此外，勒庞的学说也影响了弗拉基米尔·列宁和布尔什维克。
就在第一次世界大战之前，威尔弗雷德·特罗特 向威尔弗雷德·比昂介绍了勒庞的著作，以及弗洛伊德的作品《群体心理学与自我的分析》。特罗特的作品《和平与战争中民众的本能》（英语：Instincts of the Herd in Peace and War ，1919年）构成了比昂和欧内斯特·琼斯的研究的基础，他们在后来创立了群体动力学。在二十世纪上半叶，勒庞的著作被哈德利·坎特里尔和赫伯特·布鲁默等媒体研究人员用来描述隶属群体对媒体的反应。
“公共关系之父”爱德华·伯内斯，弗洛伊德的外甥，也受到了勒庞和特罗特的影响。在他的著作政治宣传中，他宣称民主的一个主要特征是大众媒体和广告对选民的操纵。西奥多·罗斯福以及查尔斯·盖茨·道威斯和20世纪初的许多其他美国政治人物也深受勒庞的著作影响。
勒庞认为，民主只是无意识的暴民统治，政府的最佳形式是科学精英统治。这一思想很大程度上影响了联合进步委员会的意识形态。

### 引用
1. ↑  .   [2010-03-02]. （原始内容存档于2010-03-05）.
2. ↑  Rancière, Jacques. . Polity. 2016: 95. ISBN 978-0745680620.
3. ↑  Drury, John; Scott, Clifford. . Routledge. 2015: 169. ISBN 978-1138922914.
4. ↑  Adas, Michael. . Cornell University Press. 1990: 195. ISBN 9780801497605.
5. 1 2  Widener 1979，第25頁
6. ↑  van Ginneken 1992，第132頁
7. ↑  Widener 1979，第26頁
8. ↑  Widener 1979，第21頁
9. 1 2  Staff writer(s). . Nature. 10 May 1941: 573.
10. ↑  Widener 1979，第27頁
11. 1 2  Widener 1979，第28頁
12. ↑  Le Bon, Gustave. . Ernest Flammarion. 1913.
13. ↑  Staum 2011，第65頁
14. ↑  Bud, Robert; Warner, Deborah Jean. . Taylor & Francis. 1998: 157. ISBN 9780815315612.
15. ↑  Söyler, Mehtap. . Routledge. 2015: 70. ISBN 9781317668800.
16. ↑  Mitter, Partha. . University of Chicago Press. 1992: 268. ISBN 9780226532394.
17. ↑  Quinn, Frederick. . Oxford University Press. 2007: 104. ISBN 9780199886760.
18. ↑  Hourani, Albert. . Cambridge University Press. 1962: 173. ISBN 9780521274234.
19. ↑  Kedourie, Sylvia. . Cambridge University Press. 1962: 182. ISBN 9780520026452.
20. ↑  Kramer, Martin Seth. . Transaction Publishers. 2011: 63. ISBN 9781412817394.
21. ↑  Carey, John. . Faber & Faber. 2012: 31. ISBN 9780571265107.
22. ↑  Seymore, Sarah. . LIT Verlag Münster. 2013: 108. ISBN 9783643903914.
23. ↑  Betts 1960，第68頁
24. ↑  Sills, David L. . Macmillan. 1968: 82. ISBN 9780028661520.
25. ↑  Widener 1979，第14頁
26. ↑  Widener 1979，第15頁
27. ↑  van Ginneken 1992，第172頁
28. ↑  Wagner, Gerhard. . Sociological Theory (American Sociological Association). November 1993: 321–323.
29. ↑  Ewen, Stuart; Ewen, Elizabeth. . Seven Stories Press. 2011: 346. ISBN 9781583229491.
30. ↑  Nye, Robert A. . Xerox University Microfilms. 1969: 5.
31. ↑  Nye, Mary. . 1974: 163–195.
32. ↑  Kragh, Helge. . Princeton University Press. 1999: 11–12.
33. ↑  Betts 1960，第65頁
34. ↑  Jammer, Max. . Princeton University Press. 2009: 72. ISBN 9781400823789.
35. ↑  Widener 1979，第13頁
36. ↑  Crosland, Maurice. . Cambridge University Press. 2002: 347.
37. ↑  Widener 1979，第19頁
38. ↑  Kayman, Martin A. . Springer. 1986: 83. ISBN 9781349182473.
39. ↑  McClelland, J. S. . Routledge. 2005: 660. ISBN 9781134812103.
40. ↑  Reicher, Steve. . Wiley-Blackwell. 2003: 185.
41. ↑  The Crowd: A study of the Popular Mind. Gustave Le Bon. 1841 [1931] Dover Publications, p. 9.
42. ↑  科学松鼠会. .   [2019-07-10]. （原始内容存档于2019-07-10） （中文（中国大陆））.
43. ↑  Gustave Le Bon. . . 1909 （英语）.
44. ↑  Le Bon, Gustave. . 1984: 415–416  [2019-07-11]. （原始内容存档于2020-08-07）.
45. ↑  古斯塔夫·勒庞. .  第二版. 北京: 新世界出版社. 2011. ISBN 9787510407550 （中文）.
46. ↑  Eley, Geoff. . Stanford University Press. 2008: 284.
47. ↑  Gonen, Jay Y. . University Press of Kentucky. 2013: 92.
48. ↑  van Ginneken 1992，第186頁
49. ↑  Ohlberg 2014，第162頁
50. ↑  Ewen, Stuart. . Basic Books. 1996: 63.
51. ↑  Akmeşe, Handan Nezir. . London: IB Tauris. 2005: 第35–40页.

### 书目
- Barrows, Susanna, , Yale University Press, 1981
- Nye, Robert, , Sage, 1975
- van Ginneken, Jaap, , Cambridge University Press, 1992
- Betts, Raymond F., , U of Nebraska Press, 1960
- Staum, Martin S., , McGill-Queen's Press, 2011
- de Benoist, Alain, , Copernic, 1977
- Terrier, Jean, , BRILL, 2011
- Ohlberg, Marieke, , Springer, 2014
- Widener, Alice, , Liberty Press, 1979